# Фізична хімія
Фізи́чна хі́мія — галузь науки, що вивчає хімічні явища та процеси на основі загальних принципів фізики з використанням фізичних експериментальних методів.
На відміну від хімічної фізики, яка використовує мікроскопічний підхід, фізична хімія застосовує фізичні поняття для вивчення макро- і мезоскопічних систем. Проте, оскільки фізична хімія є міждисциплінарною наукою, класифікувати конкретне дослідження як чисто фізичне, хімічне, приналежне до фізичної хімії чи до хімічної фізики, часто доволі складно.

## Історія
Термін фізична хімія першим використав Михайло Ломоносов у своєму курсі лекцій 1752 року «Курс истинной физической химии». Однак у сучасному розумінні фізична хімія почала складатися у другій половині XIX ст. із розвитком хімічної термодинаміки. Визначний внесок у становлення фізичної хімії зробив Джозая Віллард Ґіббз, запровадивши такі терміни як вільна енергія Гіббза, хімічний потенціал, сформулювавши правило фаз. Водночас із термодинамікою у другій половині XIX ст. почався розвиток хімічної кінетики, яка вивчає швидкість хімічних реакцій, та хімії електролітів. Провідними дослідниками в цих областях були Вільгельм Оствальд, Якоб Гендрік Вант-Гофф, Сванте Август Арреніус.
Розвиток спектроскопії, рентгенівських методів досліджень, методів електронного та ядерного магнітного резонансів надав хімікам нові інструменти й розширив можливості їхніх досліджень. Виникла можливість установлення взаємозв'язку між хімічною структурою та властивостями речовин. Квантова механіка призвела до появи квантової хімії.
У XX ст. методи фізичної хімії стали застосовуватися для вивчення колоїдів та поверхневих властивостей речовин, сформувалися колоїдна хімія та хімія поверхні. Завдяки розвитку ядерної фізики виникла також і ядерна хімія, серед задач якої виділяється проблема розділення ізотопів та використання радіоізотопів у радіохімії. Серед провідних дослідників у галузі фізичної хімії в XX ст. виділяються Ірвінг Ленгмюр та Лайнус Полінг.

## Основні напрямки досліджень
Основними напрямками досліджень фізичної хімії є:
- Теорія хімічної будови. Вивчення будови хімічних речовин і проміжних частинок у хімічних процесах із використанням фізико-хімічних методів.
- Теорія хімічних реакцій, кінетика й механізм реакцій у газах, рідинах, твердих тілах і молекулярно організованих системах.
- Хімічна термодинаміка й фазова рівновага в хімічних системах.
- Поверхневі явища: адсорбція, адсорбенти, іонообмінники.
- Фотохімічні явища та процеси.
- Хімічний зв'язок, міжмолекулярна взаємодія, теорія розчинів.
- Взаємозв'язок хімічної будови речовин з їх реакційною здатністю.
- Елементарні акти механізмів динаміки хімічних процесів.
- Вплив фізичних факторів — температури, тиску, ультрафіолетового, інфрачервоного, радіаційного та інших видів випромінювання, електричного та магнітного полів тощо на хімічні процеси.
- Нові фізико-хімічні методи досліджень.
- Хімія ізотопів та радіохімія.

## Розділи фізичної хімії
- Теоретична хімія — дослідження та передбачення властивостей окремих молекул чи макроскопічних кількостей речовини за допомогою математичного апарату та комп'ютерних симуляцій. Для розуміння будови матерії та хімічного зв'язку використовують квантову механіку, а статистична термодинаміка дозволяє знайти взаємозв'язок із хімічною термодинамікою макроскопічних об'єктів.
- Будова речовини, властивості молекул, іонів, радикалів, природу хімічного зв'язку — у цей розділ входить вчення про будову атомів і молекул і вчення про агрегатні стани речовини. Вчення про будову атома, що відноситься більшою мірою до фізики, в курсах фізичної хімії необхідне для з'ясування питань утворення молекул з атомів, природи хімічного зв'язку.
- Хімічна термодинаміка — в цьому розділі фізичної хімії розглядаються основні співвідношення, що випливають з першого закону термодинаміки, які дозволяють розрахувати кількість теплоти, що виділяється або поглинається і визначити, як буде впливати на це зміна зовнішніх умов. На основі другого закону термодинаміки визначається можливість самовільного перебігу процесу, а також умови положення рівноваги і його зміщення під впливом зміни зовнішніх умов. У цьому розділі також можна виділити кілька підрозділів:
  - Термодинаміка газів
  - Термодинаміка розчинів розглядає природу розчинів, їх внутрішню структуру і найважливіші властивості, залежність властивостей від концентрації і хімічної природи компонентів та питання розчинності.
  - Термодинаміка адсорбції
  - Статистична термодинаміка дозволяє отримувати термодинамічні параметри системи виходячи з будови компонентів системи та зовнішніх умов.
- Хімічна кінетика — вивчає швидкість хімічних реакцій, її залежність від зовнішніх умов (температура, концентрація). Є одним з найважливіших розділів хімії, показує який саме продукт утворюється в складній системі
- Електрохімія вивчає деякі особливості властивостей розчинів електролітів, електропровідність розчинів, процеси електролізу речовини.
- Звукохімія (акустохімія) вивчає хімічні процеси, що протікають при дії звукових хвиль.
- Потенціометрія — область фізичної хімії, що використовує різні електрохімічні і термодинамічні методи, також методи аналітичної хімії.
- Спектроскопія — загальне поняття, що охоплює клас експериментальних досліджень, які вивчають як зразки речовини віддають чи адсорбують енергію у формах електромагнітного випромінювання (радіохвилі, світлові, інфрачервоні, ультрафіолетові-, рентгенівські промені тощо). Метою спектроскопії на основі отриманого спектру зробити висновки про внутрішню структуру речовини, її склад чи динаміку процесів у матерії.

## Методи фізичної хімії
При вивченні закономірностей фізичних та хімічних процесів прагнуть їх кількісного вираження, при цьому користуються різними методами.
Метод статистичної механіки, що спирається на вчення про молекулярну природу тіл і розглядає властивості речовини, яка складається з великої сукупності частинок, виходячи із законів руху і властивостей окремих частинок та їх розподілу, яке описується відповідно до теорії ймовірностей. Цей метод дозволяє поставити у відповідність макроскопічні властивості тіл з мікроскопічними властивостями молекул. Метод статистичної механіки дозволяє обґрунтувати поняття і закони термодинаміки. Всі ці поняття формулюються як результат опису досліду без проникнення в молекулярний механізм процесів. Метод застосовується для розв'язання завдань хімічної кінетики і каталізу, рівноваги та її зміщення, кінетики адсорбційних процесів, кінетики процесів колоїдних розчинів.
Метод термодинаміки, який полягає у знаходженні зв'язків між різними термодинамічними величинами, які визначають стан термодинамічної системи, і формами перетворення енергії системи без розгляду механізму процесів. Цей метод дає змогу знайти відповідь на низку важливих питань, таких як перетворення різних форм енергій у хімічних процеса,; про напрям і характер хімічних процесів та фазових переходів, про хімічну рівновагу. Метод використовують у хімічній термодинаміці, теорії розчинів, електрохімії, хімії колоїдного стану речовини та високомолекулярних сполук.
Сумісне використання статистичних і термодинамічних методів привело до створення статистичної термодинаміки.
Метод квантової механіки, який базується на корпускулярно-хвильовому уявленні про будову матерії, у першу чергу про будову атомів і молекул, дискретності енергії станів. Метод дозволяє пояснити властивості молекул і твердих тіл на основі законів руху і властивостей складових їх частинок, насамперед електронів. Квантово-механічний метод застосовується при вивченні будови речовини.

## Провідні наукові журнали
До переліку провідних наукових журналів входять:
- Zeitschrift für Physikalische Chemie (1887)
- Journal of Physical Chemistry A (з 1896 під назвою Journal of Physical Chemistry, перейменовано 1997 року)
- Physical Chemistry Chemical Physics (з 1999, раніше, з 1905 видавався як Faraday Transactions)
- Macromolecular Chemistry and Physics (1947)
- Annual Review of Physical Chemistry (1950)
- Molecular Physics (1957)
- Journal of Physical Organic Chemistry (1988)
- Journal of Physical Chemistry B (1997)
- ChemPhysChem (2000)
- Journal of Physical Chemistry C (2007)
- Journal of Physical Chemistry Letters (з 2010)

## Фізична хімія в Україні
В Україні дослідження з фізичної хімії проводяться в Інституті фізичної хімії НАН України, Інтституті колоїдної хімії та хімії води, в інших науково-дослідних і науково-технічних інститутах, на хімічних факультетах університетів.

## Значення фізичної хімії у техніці та повсякденному житті
Фізична хімія охоплює дослідження багатьох об'єктів із значним потенціалом їх використання у техніці та повсякденному житті та життєдіяльності людини.
- Так, наприклад, Нобелівську премію за дослідження хімічної кінетики реакцій утворення та розщеплення озону, який відіграє важливу роль у житті людини отримали Пауль Крутцен, Маріо Моліна та Шервуд Роуленд, відомі фізико-хіміки.
- Без застосування галузі фізичної хімії — електрохімії неможливо створювати нові електрохімічні джерела енергії для, наприклад, мобільних телефонів чи ноутбуків.
- Практично у кожному автомобілі присутній лямбда-зонд, який проводить аналіз вихлопних газів та пов'язує їхній склад зі складом паливно-повітряної суміші, і створення якого без вивчення фізико-хімічних процесів було би неможливим. З ним відповідно пов'язане економічне та ефективне використання пального та зменшення шкідливих вихлопних газів.
- Фізична хімія, а особливо її галузь — теоретичну хімію все частіше використовують для фармацевтичної індустрії і створення нових медичних препаратів.
- Фізична хімія є ключовою дисципліною для розвитку та розуміння процесів у нанотехнології.
- Завдяки дослідженню процесів каталізу та поверхневих процесів розвивається технологія виробництва аміаку та мінеральних добрив, пов'язаних із забезпеченням людей достатньою кількістю продуктів.